# دينيس جونسون (لاعب كرة قدم أمريكية)
دينيس جونسون (بالإنجليزية: Dennis Johnson)‏ هو لاعب كرة قدم أمريكية أمريكي، ولد في 19 يونيو 1958 في فلينت في الولايات المتحدة.

## وصلات خارجية
- دينيس جونسون على موقع مرجع كرة القدم المحترفة.كوم (الإنجليزية)